# Dennis di Cicco
Pour les articles homonymes, voir Cicco.
Dennis di Cicco, né en 1950, est un astronome amateur américain qui vit en Nouvelle-Angleterre. Il a découvert plusieurs astéroïdes à partir de son observatoire personnel situé à Sudbury (Massachusetts) (code UAI 817). Il est également rédacteur en chef adjoint du magazine Sky and Telescope, qu'il a rejoint en 1974. Ses principaux centres d'intérêt sont la photographie astronomique et l'histoire de la photographie astronomique, la fabrication des télescopes et l'observation astronomique.
L'astéroïde (3841) Dicicco porte son nom.

## Astéroïdes découverts
| (7311) Hildehan       | 14 octobre 1995   |
| (7610) Sudbury        | 3 décembre 1995   |
| (8900) AAVSO          | 24 octobre 1995   |
| (9983) Rickfienberg   | 19 février 1995   |
| (10153) Goldman       | 26 octobre 1994   |
| (10373) MacRobert     | 14 mars 1996      |
| (10596) Stevensimpson | 4 octobre 1996    |
| (11132) Horne         | 17 novembre 1996  |
| (12780) Salamony      | 9 février 1995    |
| (13183) 1996 TW       | 5 octobre 1996    |
| (13623) 1995 TD       | 3 octobre 1995    |
| (16779) Mittelman     | 30 novembre 1996  |
| (17610) 1995 UJ1      | 23 octobre 1995   |
| (19311) 1996 VF3      | 12 novembre 1996  |
| (19323) 1996 XM13     | 9 décembre 1996   |
| (20153) 1996 TC8      | 12 octobre 1996   |
| (20165) 1996 VT2      | 10 novembre 1996  |
| (23565) 1994 WB       | 23 novembre 1994  |
| (27858) 1995 BZ1      | 30 janvier 1995   |
| (27880) 1996 EQ       | 14 mars 1996      |
| (27899) Letterman     | 18 août 1996      |
| (27906) 1996 TZ7      | 12 octobre 1996   |
| (27924) 1997 AZ10     | 9 janvier 1997    |
| (30994) 1995 UE2      | 24 octobre 1995   |
| (31006) 1995 XC       | 3 décembre 1995   |
| (31058) 1996 TA5      | 8 octobre 1996    |
| (31081) 1996 XO13     | 9 décembre 1996   |
| (31184) 1997 YZ4      | 26 décembre 1997  |
| (32947) 1995 YH2      | 23 décembre 1995  |
| (39718) 1996 VG3      | 12 novembre 1996  |
| (39728) 1996 WG       | 17 novembre 1996  |
| (39747) 1997 BM1      | 29 janvier 1997   |
| (42543) 1996 BR       | 16 janvier 1996   |
| (42556) 1996 TA8      | 12 octobre 1996   |
| (43894) 1995 TP       | 12 octobre 1995   |
| (43934) 1996 TC       | 1er octobre 1996  |
| (48642) 1995 UH1      | 23 octobre 1995   |
| (48684) 1996 EP       | 14 mars 1996      |
| (52478) 1995 TO       | 12 octobre 1995   |
| (52531) 1996 TB8      | 12 octobre 1996   |
| (55831) 1995 XL       | 12 décembre 1995  |
| (55847) 1996 SQ       | 20 septembre 1996 |
| (58501) 1996 VQ2      | 10 novembre 1996  |
| (58502) 1996 VH3      | 12 novembre 1996  |
| (58503) 1996 VJ3      | 12 novembre 1996  |
| (73856) 1996 WF       | 16 novembre 1996  |
| (79305) 1995 XK       | 12 décembre 1995  |
| (79331) 1996 TY       | 5 octobre 1996    |
| (79334) 1996 TZ9      | 15 octobre 1996   |
| (100487) 1996 VO2     | 10 novembre 1996  |
| (100495) 1996 WH      | 17 novembre 1996  |
| (100496) 1996 WJ      | 17 novembre 1996  |
| (120651) 1996 TA10    | 15 octobre 1996   |
| (120661) 1996 VZ2     | 11 novembre 1996  |